# Nazarín
Nazarín és una pel·lícula mexicana del 1958, dirigida per Luis Buñuel i protagonitzada per Francisco Rabal. Està basada en la novel·la homònima de Benito Pérez Galdós que parla d'un humil capellà d'un barri popular de Madrid que és, en realitat, Jesús reencarnat.
Va obtenir el Gran premi del Jurat del Festival Internacional de Cinema de Cannes, 1959.

## Argument
Un jove sacerdot massa idealista intenta convertir pobres desgraciats en el Mèxic de principis del segle xx.

## Repartiment
- Francisco Rabal: el pare Nazario
- Marga López: Beatriz
- Ignacio López Tarso